# Andrzej Zaćmiński
Andrzej Zaćmiński (ur. 7 lipca 1960 w Wielgiem) – historyk, nauczyciel akademicki, profesor doktor habilitowany nauk humanistycznych.

## Życiorys
W 1986 r. rozpoczął pracę w Zakładzie Historii i Nauk Politycznych Wyższej Szkoły Pedagogicznej w Bydgoszczy, którą wcześniej ukończył obroną pracy magisterskiej „Życie polskie w Oflagu II C Woldenberg”.
W latach 1988–1990 był nauczycielem w Liceum Ziemi Kujawskiej we Włocławku
Stopień doktora nauk humanistycznych otrzymał na podstawie dysertacji "Stanowisko Towarzystwa Rozwoju Ziem Zachodnich wobec problemu niemieckiego 1957-1970" obronionej w 1992 w Instytucie Historii Uniwersytetu Adama Mickiewicza w Poznaniu (promotor: Włodzimierz Jastrzębski). W 2004 r. uzyskał stopień doktora habilitowanego w zakresie historii najnowszej Polski i powszechnej na podstawie naukowego dorobku, a w szczególności książki pt. "Emigracja polska w Wielkiej Brytanii wobec możliwości wybuchu III wojny światowej 1945-1954". Od 2005 r. profesor nadzwyczajny w Instytucie Historii i Stosunków Międzynarodowych Uniwersytetu Kazimierza Wielkiego. W 2022 otrzymał tytuł profesora nauk humanistycznych.
Autor ponad 80 publikacji naukowych z zakresu historii najnowszej Polski oraz stosunków międzynarodowych po II wojnie światowej, a w szczególności:
- tzw. "problemu niemieckiego",
- emigracji polskiej w Wielkiej Brytanii 1945-1956,
- zimnej wojny,
- historii Pomorza i Kujaw po 1945 r.[6]

Od ukończenia studiów nieprzerwanie związany z Wydziałem Humanistycznym Wyższej Szkoły Pedagogicznej, potem Akademii Bydgoskiej i Uniwersytetu Kazimierza Wielkiego. Kierownik Zakładu Historii Najnowszej Polski i Zastępca Dyrektora Instytutu Historii i Stosunków Międzynarodowych Wydziału Humanistycznego UKW (2006–2013).

## Wybrane publikacje
- Działalność zagraniczna Towarzystwa Rozwoju Ziem Zachodnich w latach 1957-1970, Bydgoszcz 1995
- Polityka uchodźstwa polskiego w Wielkiej Brytanii w okresie "zimnej wojny" : podróż gen. Andersa do USA w 1950 r., Dzieje Najnowsze, 1997
- Życie polskie w Oflagu IIC Woldenberg, Dobiegniew-Warszawa 1997
- Third World War in the Plans of the Polish Emigration in Great Britain in 1945-1956, Acta Poloniae Historica, 2000
- Emigracja polska w Wielkiej Brytanii wobec możliwości wybuchu III wojny światowej 1945-1954, Bydgoszcz 2003
- Planowanie wojenne w polskiej myśli wojskowej na emigracji (1945-1954), Przegląd Historyczno-Wojskowy, 2005
- Przestępstwa polityczne w orzecznictwie Komisji Specjalnej do Walki z Nadużyciami i Szkodnictwem Gospodarczym 1950-1954, Pamięć i Sprawiedliwość: biuletyn Głównej Komisji Badania Zbrodni przeciwko Narodowi Polskiemu Instytutu Pamięci Narodowej, 2008
- Historia. Polityka. Stosunki. Międzynarodowe. Wybrane zagadnienia, Bydgoszcz 2010